# Pesmi sprave
Pesmi sprave četvrti je studijski album slovenskog punk rock sastava Pankrti. Objavljen je 1985. u izdanju diskografske kuće ZKP RTL.

## Popis pjesama
| Br. | Skladba                       | Trajanje |
| --- | ----------------------------- | -------- |
| 1.  | »Osmi dan«                    |          |
| 2.  | »Zvečer v mestu«              |          |
| 3.  | »Umazane igre«                |          |
| 4.  | »Razkol«                      |          |
| 5.  | »Sistem svobode«              |          |
| 6.  | »Skupi«                       |          |
| 7.  | »Čas sovražnikov«             |          |
| 8.  | »Blaž«                        |          |
| 9.  | »Zakon smo mi«                |          |
| 10. | »In na tem sva potem gradila« |          |
| 11. | »Čehi letijo v nebo«          |          |

## Izvođači
- Boris Kramberger - bas
- Slavc Colnarič - bubnjevi
- Bogo Pretnar - ritam gitara
- Marc Kavaš - gitara
- Peter Lovšin - vokal